# Ординарне вино

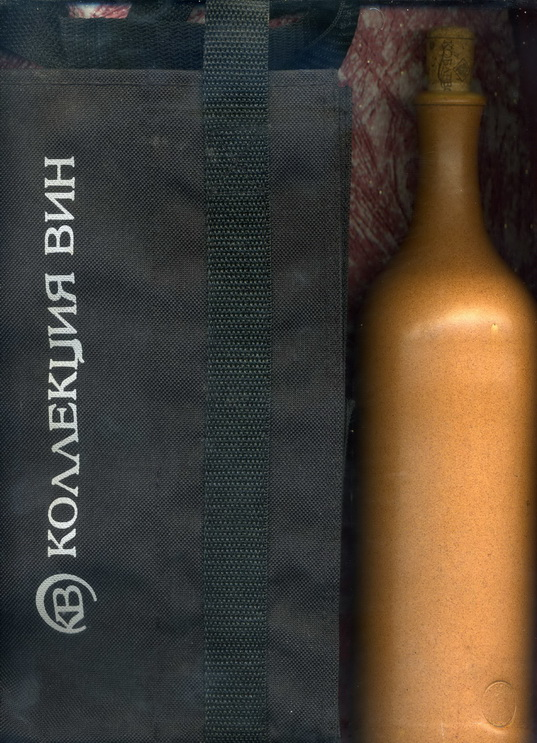
Керамічна пляшка, вино Сапераві виноградне ординарне, 2005 р., Грузія.

Ордина́рні ви́на — вина, що випускаються без витримки, але не раніше ніж за три місяці з дня переробки винограду. Це звичайні, дешеві вина, що не відрізняються якими-небудь особливо високими якостями.
Столові білі сухі ординарні вина частіше мають назву винограду, з якого вироблені (Рислінг, Ркацителі, Фетяска, Совіньйон, Аліготе та ін.). Якщо використовується суміш сортів винограду, то вино називається «Столове біле».
Столові червоні сухі ординарні вина, як і білі ординарні, мають назви сортів винограду (Сапераві, Каберне, Матраса). Якщо виготовлене з сумішей сортів винограду, називається «Столове червоне».